# Annabelle Lewis
Pour les articles homonymes, voir Lewis.
Annabelle Lewis (née le 20 mars 1989) est une athlète britannique spécialiste du sprint.

## Carrière
En 2013, elle remporte la médaille de bronze du relais 4 × 100 mètres des Championnats du monde de Moscou. Initialement quatrièmes, les relayeuses britanniques se voient adjuger la troisième place quelques heures plus tard à la suite de la disqualification du relais français pour un passage de relais hors zone.

## Palmarès
| Date | Compétition                   | Lieu    | Résultat | Épreuve   | Temps   |
| ---- | ----------------------------- | ------- | -------- | --------- | ------- |
| 2009 | Championnats d'Europe espoirs | Kaunas  | 1re      | 4 × 100 m | 43 s 89 |
| 2011 | Championnats d'Europe espoirs | Ostrava | 3e       | 4 × 100 m | 44 s 41 |
| 2013 | Championnats du monde         | Moscou  | 3e       | 4 × 100 m | 42 s 87 |

## Records
| Épreuve | Performance | Lieu       | Date            |
| ------- | ----------- | ---------- | --------------- |
| 100 m   | 11 s 36     | Birmingham | 12 juillet 2013 |
| 150 m   | 17 s 69     | Glasgow    | 25 janvier 2014 |